# BlackBerry PlayBook
BlackBerry PlayBook — планшетный компьютер, разработанный канадской компанией Research In Motion (RIM), представленный в апреле 2011 года. Устройство было ориентировано на корпоративных пользователей и любителей продукции BlackBerry, но также включало возможности для обычных пользователей, такие как игры, мультимедиа и просмотр веб-страниц.

### Характеристики
BlackBerry PlayBook работает на операционной системе BlackBerry Tablet OS, созданной на базе QNX — операционной системы реального времени, которую RIM приобрела в 2010 году. QNX обеспечивал стабильную и быструю работу, а также поддержку многозадачности, что было довольно редким для планшетов того времени. PlayBook оснащён 7-дюймовым дисплеем с разрешением 1024x600 пикселей, двухъядерным процессором Cortex-A9 с тактовой частотой 1 ГГц и 1 ГБ оперативной памяти, что обеспечивало хорошую производительность для приложений и игр.

### Особенности
BlackBerry PlayBook поддерживал Adobe Flash, что было важным преимуществом, учитывая, что на многих сайтах в то время ещё использовалась эта технология. Устройство также включало двухмегапиксельную фронтальную камеру и пяти-мегапиксельную основную камеру, позволяя записывать видео в качестве Full HD 1080p.
Одной из уникальных особенностей PlayBook был режим BlackBerry Bridge, который позволял синхронизировать планшет с телефонами BlackBerry, обеспечивая доступ к электронной почте, календарю, контактам и другим функциям смартфона через защищённое соединение Bluetooth.

### Поддерживаемые приложения и игры
BlackBerry PlayBook поддерживал множество приложений, а после обновления BlackBerry OS 2.0 появилась возможность запускать Android-приложения, что значительно расширило доступную библиотеку софта. Среди популярных игр и приложений для PlayBook были:
- Angry Birds — популярная аркадная игра, ставшая доступной для PlayBook.
- Cut the Rope — головоломка, завоевавшая мировую популярность.
- Plants vs. Zombies — стратегическая игра, где игрокам нужно защищать дом от зомби с помощью растений.

Несмотря на впечатляющие технические характеристики и богатый функционал, BlackBerry PlayBook столкнулся с трудностями на рынке. Среди причин называются отсутствие встроенного приложения для электронной почты (в первых версиях) и высокая конкуренция со стороны iPad и Android-планшетов.

### Наследие и значимость
Хотя PlayBook не получил большой популярности, он стал важной вехой в истории RIM и помог компании в дальнейшем развивать экосистему BlackBerry 10. Устройство продемонстрировало возможности операционной системы QNX, которая позже стала основой для BlackBerry 10 OS.